# 里加主教座堂
里加主教座堂是拉脱维亚首都里加的信義會主教座堂，濒临道加瓦河。始建于1211年，是波罗的海国家最大的中世纪教堂。
在里加另有2座主教座堂：天主教的圣雅各伯主教座堂和正教會的圣诞主教座堂。